# 양양고등학교
양양고등학교(襄陽高等學校)는 대한민국 강원특별자치도 양양군 양양읍 서문리에 있는 공립 고등학교이다.

## 학교 연혁
- 1953년 4월 5일 : 양양고등학교 개교(1,2학년 동시 입학)
- 1954년 12월 31일 : 양양고등학교 6학급 설립 인가(문교부)
- 1955년 1월 20일 : 초대 강진천 교장 부임
- 1959년 7월 23일 : 중·고 병설 인가
- 1962년 3월 10일 : 사이클부 창단
- 1980년 10월 20일 : 12학급 증설 인가
- 2009년 11월 27일 : 기숙형고교 학사(현산학사I) 준공
- 2011년 11월 25일 : 학교도서관 <공간관> 준공
- 2019년 3월 1일 : 양양고등학교, 양양여자고등학교 통합(교명 양양고등학교)(총 23학급)
- 2025년 1월 8일 : 제71회 졸업식(110명 졸업, 총 9,784명)
- 2025년 3월 1일 : 제32대 손우영 교장 부임
- 2025년 3월 4일 : 신입생 139명 입학

## 설치 학과
- 일반학과
- 경영행정과

## 참고 자료
- 양양고등학교 - 한국교육학술정보원 학교알리미